# Neuroesthétique
|  | Aire motrice primaire                   |
|  | Aire motrice supplémentaire préfrontale |
|  | Aire sensorielle primaire               |
|  | Aire d'association sensorielle          |
|  | Aire auditive primaire                  |
|  | Aire visuelle primaire                  |

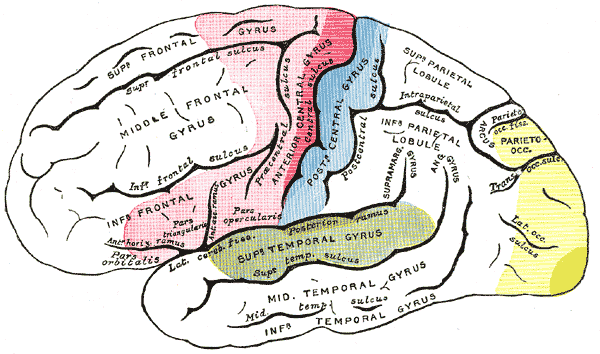
Organisation fonctionnelle du cortex cérébral humain telle qu'elle est vue en 1918

La neuroesthétique ou neuro-esthétique est une sous-discipline (ou une école) d'esthétique empirique. Cette discipline vise à l'étude des perceptions esthétiques de l'art et de la musique, par une approche scientifique. La neuroesthétique utilise notamment les techniques issues des neurosciences pour expérimenter et expliquer les expériences esthétiques au niveau neurologique. La neuroesthétique est un terme inventé par Semir Zeki en 1999 et a reçu sa définition formelle en 2002 comme l'étude scientifique des bases neuronales pour la contemplation et la création d'une œuvre d'art.
Selon Yannick Bressan : « Dans une acception scientifique, la neuroesthétique est une branche des neurosciences cognitives étudiant précisément les voies neuropsychologiques de la création artistique. Elle permet de mieux comprendre les ressorts de la création mais aussi de son élaboration psychique et de la nécessité d'engagement de l'artiste, de l'adhésion émergentiste (PAEm) du spectateur et du rôle de l'artiste avant, pendant et après l'acte créateur ».
Les pionniers de cette approche sont : Maurice Griveau, Semir Zeki (en), Vilayanur S. Ramachandran, Yannick Bressan.

## Résumé
Il est soutenu que l'esthétique visuelle, à savoir la capacité d'attribuer différents degrés de beauté à certaines formes, couleurs ou mouvements, est un trait humain acquis après la divergence des lignées humaines et d'autres singes, faisant de l'expérience de la beauté un élément déterminant, caractéristique de l'humanité.
Une question centrale pour le domaine est de savoir si les préférences artistiques ou esthétiques sont guidées par un ensemble de lois ou de principes scientifiques. De plus, la justification évolutive de la formation et les caractéristiques de ces principes sont recherchées. On pense que l'identification des circuits cérébraux impliqués dans les jugements esthétiques (par exemple, en utilisant l'imagerie cérébrale) peut aider à identifier l'origine de ces réponses.

## Approches d'étude
Les chercheurs qui ont été éminents dans le domaine combinent les principes de la psychologie perceptive, de la biologie évolutive, des déficits neurologiques et de l'anatomie fonctionnelle du cerveau afin d'aborder le sens évolutif de la beauté qui peut être l'essence de l'art. On estime que les neurosciences sont une voie très prometteuse pour la recherche de l'évaluation quantifiée de l'art. Dans le but de découvrir des règles générales sur l'esthétique, une approche est l'observation de sujets regardant l'art et l'exploration de la mécanique de la vision. Il est proposé que les sensations agréables soient dérivées de l'activation répétée des neurones due à des stimuli visuels primitifs tels que les lignes horizontales et verticales. En plus de la génération de théories pour expliquer cela, comme l'ensemble de lois de Ramachandran, il est important d'utiliser les neurosciences pour déterminer et comprendre les mécanismes neurologiques impliqués.
Les approches neuroesthétiques peuvent être descriptives ou expérimentales.
Le plaisir esthétique des individus peut être étudié à l'aide d'expériences d'imagerie cérébrale. Lorsque les sujets sont confrontés à des images d'un niveau d'esthétique particulier, les zones cérébrales spécifiques qui sont activées peuvent être identifiées. Il est avancé que le sens de la beauté et du jugement esthétique présuppose un changement dans l'activation du système de récompense du cerveau. Le neurologue Pierre Lemarquis, écrit que quand on écoute une musique qui nous plaît, notre cerveau sécrète des neurotransmetteurs (la dopamine, la morphine endogène et la sérotonine) qui activent le circuit du plaisir et de la récompense exactement comme dans la prise de drogues.
En 2004, Helmut Leder, a développé un vaste programme de recherche sur la psychologie de l'esthétique et des arts. Ce programme a été présenté comme un modèle cognitif d'appréciation de l'art dans un article publié dans le British Journal of Psychology. Ce modèle a servi à encadrer de nombreuses études sur les fondements cognitifs de l'art.

## Les lois du cerveau visuel de Semir Zeki
Semir Zeki, professeur de neuroesthétique à l'University College of London, considère l'art comme un exemple de la variabilité du cerveau.
Ainsi, une approche neurologique de la source de cette variabilité peut expliquer des expériences subjectives particulières ainsi que les gammes de capacités pour créer et expérimenter l'art. Zeki théorise que les artistes utilisent inconsciemment des techniques pour créer un art visuel afin d'étudier le cerveau. Zeki suggère que
« ... l'artiste est en quelque sorte un neuroscientifique, explorant les potentiels et les capacités du cerveau, mais avec des outils différents. Comment de telles créations peuvent susciter des expériences esthétiques ne peut être pleinement comprise qu'en termes neuronaux. Une telle compréhension est maintenant bien comprise, à notre portée ».
Il propose deux lois suprêmes du cerveau visuel : la constance et l'abstraction.

### Constance
Malgré les changements qui se produisent lors du traitement des stimuli visuels (distance, angle de vue, éclairage, etc.), le cerveau a la capacité unique de conserver la connaissance des propriétés constantes et essentielles d'un objet et d'éliminer les propriétés dynamiques non pertinentes. Cela s'applique non seulement à la capacité, par exemple, de toujours voir une banane comme étant de couleur jaune, mais aussi à la reconnaissance de visages sous différents angles.
Comparativement, une œuvre d'art capture l'essence d'un objet. La création de l'art elle-même peut être modelée sur cette fonction neuronale primitive. Le processus de peinture, par exemple, consiste à distiller un objet pour le représenter tel qu'il est réellement, ce qui diffère de la façon dont les yeux le voient. Zeki a également essayé de représenter l'idéal platonicien et le concept hégélien à travers l'énoncé : les formes n'ont pas d'existence sans cerveau et sans capacité de mémoire stockée, faisant référence à la façon dont des artistes tels que Monet pouvaient peindre sans savoir ce que sont les objets afin de capturer leur vraie forme.

### Abstraction
Ce processus fait référence à la coordination hiérarchique où une représentation générale peut être appliquée à de nombreux détails, permettant au cerveau de traiter efficacement les stimuli visuels. La capacité d'abstraction peut avoir évolué comme une nécessité en raison des limitations de la mémoire. D'une certaine manière, l'art extériorise les fonctions d'abstraction dans le cerveau. Le processus d'abstraction est inconnu de la neurobiologie cognitive. Cependant, Zeki propose une question intéressante de savoir s'il existe une différence significative dans le schéma de l'activité cérébrale lors de la visualisation de l'art abstrait par opposition à l'art figuratif.
Aussi, il est attesté selon les recherches du prix Nobel de médecine Éric Kandel que l’art abstrait force l’activité cognitive de l’observateur, plus que l’art figuratif.
Henri Matisse a écrit que le rôle de la peinture est de donner ce que la photo ne pouvait pas rendre, et la science le confirme.

## L’utilisation des neurosciences pour élargir le champ de l’art
Depuis 2005, la notion de pont entre la science du cerveau et les arts visuels est devenue un domaine d'intérêt international croissant. Afin d’utiliser les neurosciences pour élargir pleinement le champ de l’art, nous devons au préalable intégrer qu’il faut produire de l’empathie à travers les œuvres d’art afin de valoriser l’activité cognitive de l’observateur. Une œuvre d’art force l’activité du regardeur, elle induit à une élaboration mentale. L’activité cognitive est ce qui permet aux neurones de moduler, notre activité cérébrale développe notre cerveau. Aussi l’art, comme écrit précédemment, active des systèmes de récompenses dans notre cerveau qui vont participer au bien-être et au développement de l’observateur.
Des artistes contemporains comme Guillaume Bottazzi, pionnier de l'approche neuroesthétique, et Mark Stephen Smith (William Campbell Gallery, États-Unis), ont développé de vastes corpus de travail utilisant la convergence de la science du cerveau et de la peinture, explorant les analogies visuelles fondamentales entre la fonction neuronale et son déploiement dans l'art abstrait.
La dernière décennie a également vu une croissance correspondante de l'esthétique de la musique étudiée à partir d'approches neuroscientifiques. D’après une expérience du neuroscientifique Oliver Sacks intitulé « Music and the brain », si une œuvre d’art ne produit pas d’empathie chez l’observateur, elle créer très peu d’activité. Les neurosciences permettent de mesurer nos flux qui prouvent que l’art développe notre potentiel à penser, mais aussi contribue à se sentir bien, à se développer et à s’élever. Kandinsky a écrit que l’art permettait de s’élever spirituellement et c’est aujourd’hui un fait qui se mesure.